# Sjelechov
Sjelechov (ryska Шелехов) är en stad i Irkutsk oblast i Ryssland. Den är belägen omkring 15 kilometer sydväst om Irkutsk och har cirka 47 000 invånare.
Sjelechov grundades tidigt under 1950-talet i samband med byggandet av ett aluminiumverk. Ortnamnet antogs 1956 efter den ryske upptäcktsresanden Grigorij Sjelichov. Orten fick stadsstatus 1962.